# Quick Step/Saison 2006
Dieser Artikel beschreibt die Geschichte des Radsportteams Quick Step-Innergetic in der Saison 2006.
Die Saison begann schon sehr erfolgreich mit dem Sieg der Katar-Rundfahrt durch Tom Boonen. Im Februar folgten noch mehrere Siege bei kleineren Rennen. Tom Boonen holte dann auch den ersten Sieg in der UCI ProTour 2006 bei Paris–Nizza mit dem Gewinn der ersten Etappe. Er ließ zwei weitere Etappensiege folgen. Paolo Bettini war fast zeitgleich bei Tirreno–Adriatico erfolgreich, wo er zwei Etappen gewann.
Erster Höhepunkt war Mailand-San Remo und Tom Boonen ging als Topfavorit ins Rennen, doch das Team vollbrachte eine taktische Meisterleistung und überraschte mit Filippo Pozzato als Sieger des Rennens, der als Ausreißer mit wenigen Metern Vorsprung das Ziel erreichte. Danach ging es weiter in Tom Boonens Heimat Belgien, wo die Flandern-Rundfahrt auf dem Plan stand. Wie im Vorjahr dominierte Tom Boonen das Rennen und entschied es souverän für sich. Bei Paris–Roubaix fehlte Tom Boonen aber die Kraft seinen Sieg vom Vorjahr zu wiederholen und er kam nur als 5. ins Ziel, wurde wegen der Disqualifikation von drei Fahrern, die vor ihm lagen, noch auf Platz 2 hochgestuft. Boonen trug zu diesem Zeitpunkt das Führungstrikot der ProTour, dass er aber wenige Wochen später an Alejandro Valverde verlor.
Im Mai startete der Giro d’Italia, wo aus dem Team zwei Fahrer herausragten. Zum einen Paolo Bettini, der einen Etappensieg und die Punktewertung gewann, zum anderen Juan Manuel Garate, der ebenfalls einen Etappensieg holte und Sieger der Bergwertung wurde. Im Juni kehrte Tom Boonen dann wieder auf die große Radsportbühne zurück und holte sich einen Etappensieg bei der Tour de Suisse. Nick Nuyens errang ebenfalls einen Tagessieg in der Schweiz.
Am 1. Juli startete die Tour de France, bei der das Team Quick Step aber eher blass blieb. Tom Boonen konnte zwar für vier Tage das gelbe Trikot tragen, aber für einen Etappensieg reichte es nicht. Auch der Rest des Teams agierte sehr unauffällig. Erst zwei Tage vor dem Ende der Tour konnte Matteo Tosatto den Bann brechen und den ersten Etappensieg bei der diesjährigen Frankreich-Rundfahrt holen.
Im August konnte Tom Boonen drei Etappen der ENECO Tour gewinnen. Paolo Bettini gewann die zweite Etappe der Vuelta a Espana im Massensprint.
Für einen positiven Abschluss der Saison sorgte Bettini, der zum zweiten Mal in Folge die Lombardei-Rundfahrt gewinnen konnte.